# UAE Team Emirates
UAE Team Emirates (código UCI: UAD) é um equipa ciclista profissional dos Emirados Árabes Unidos de categoria UCI Pro Team (máxima categoria de equipas ciclistas). Participa do UCI World Tour bem como de algumas corridas do Circuito Continental principalmente as do UCI Europe Tour.

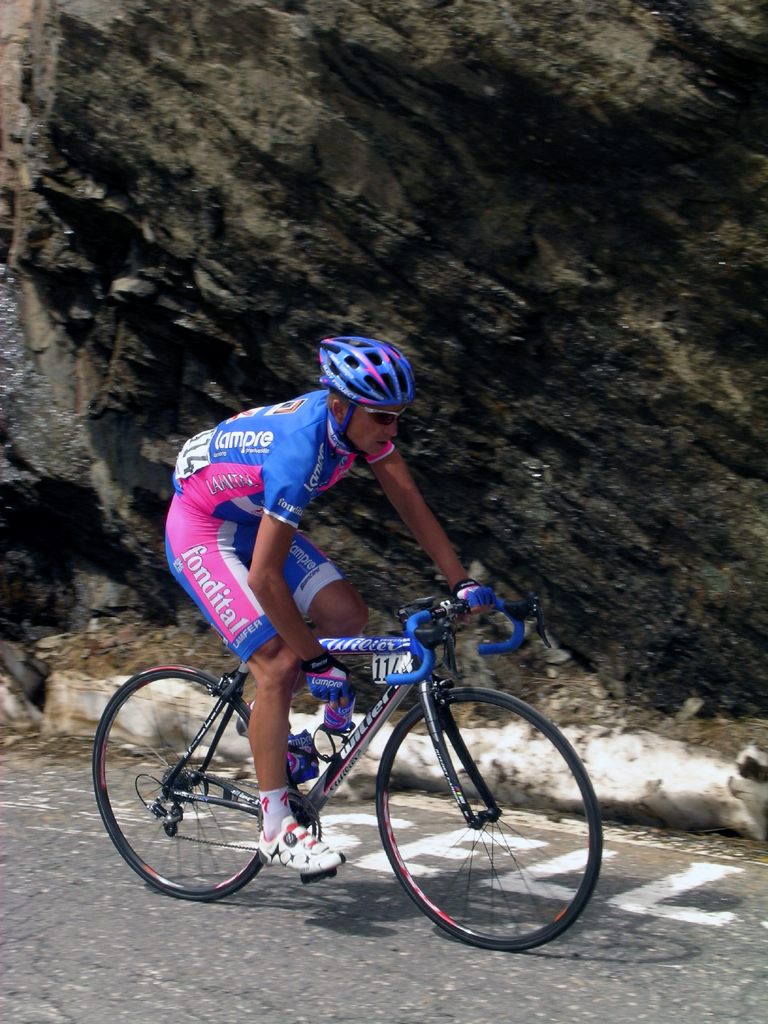
Yevgueni Petrov portando o maillot do Lampre durante o Giro 2006

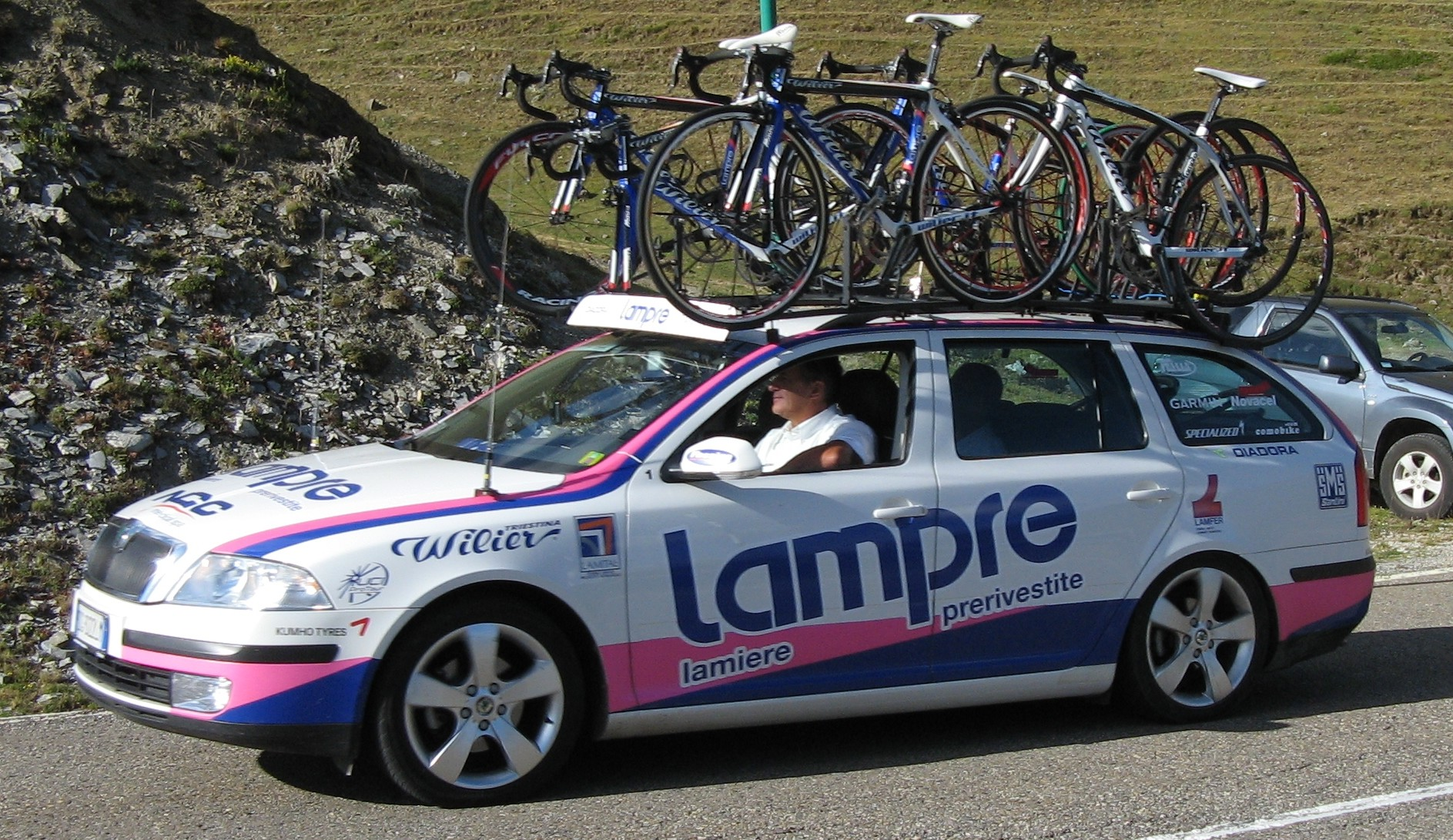
Carro da equipa

A partir do ano 2017 a equipa passa a chamar-se UAE Abu Dhabi após assegurar o respaldo de Abu Dabi para assegurar os fundos suficientes para ter a equipa na máxima categoria. Durante meses prévios, a equipa tinha-se enfrentado a um futuro incerto após que a companhia chinesa TJ Sport se retirou de um acordo de patrocínio, o que significa que a licença World Tour da equipa foi catalogada como "em revisão" quando a UCI emitiu licenças a outras equipas em novembro. No entanto, o futuro da equipa agora tem sido assegurado por um patrocinador desde Abu Dabi, conseguindo o aval da UCI com uma licença de nível superior UCI Pro Team para 2017. Isso significa uma mudança de nome a Emirados Árabes Unidos Abu Dhabi, baixo país de registro nos Emirados Árabes Unidos.

## História da equipa

### Primeiros anos
A equipa funda-se em 1990 baixo o patrocinador «Diana». «Colnago» toma o relevo a Diana em 1991, e finalmente «Lampre» desde 1993. Tem tido vários copatrocinadores durante este tempo, como Daikin ou Fondital.
Durante os anos 1997-1998 a equipa desapareceu temporariamente com o que por causa desse paro deixa de ser a equipa profissional com mais longevidade.
Com o desaparecimento da Saeco no final de 2004, a equipa recebeu a boa parte de dita formação para sua estreia no UCI Pro Tour de 2005. Assim, recalcaram na equipa Damiano Cunego e Gilberto Simoni, entre outros.

### 2007
Em 2007 conseguiu um total de 31 vitórias. Alessandro Ballan ganhou na primavera a Volta à Flandres, uma clássica considerada como um dos cinco monumentos do ciclismo. No Giro d'Italia a equipa conseguiu duas vitórias de etapas, a conseguir uma a cada um Daniele Bennati e Marzio Bruseghin.
No Tour de France Bennati conseguiu duas vitórias de etapa. Pouco depois Ballan ganhou a Vattenfall Cyclassics de Hamburgo.
Na Volta a Espanha, Bennati completou uma grande temporada conseguindo três vitórias de etapa, conseguindo assim vitórias nas três grandes voltas.
A temporada concluiu com a vitória de Damiano Cunego no Giro de Lombardia, impondo-se pela segunda vez em sua carreira na clássica das folhas caídas, também monumento do ciclismo e considerada como a última grande corrida da temporada.

### 2008
Em 2008, a equipa teve um início de ano convulso, devido a um controle antidopagem do CONI realizado por surpresa na noite de 28 de janeiro, quando a equipa estava a realizar a sua concentração de pre-temporada habitual em San Vincenzo, uma localidade costeira da Toscana italiana. Depois de uma jornada de treinamento de 215 km, sete ciclistas decidiram à última hora sair a jantar a um restaurante (o qual podia implicar sanções ao não se ter notificado o seu paradeiro anteriormente), voltando às 23:00 ao hotel de concentração. Finalmente todos os ciclistas da equipa solicitados passaram o controle antidopagem, que se prolongou até às 03:30 da madrugada. O controle resultou controvertido como realizou-se fora do horário reconhecido pela AMA (de 7:00 a 22:00); enquanto a AMA considera que realizar controles fora dessas horas em pretemporada não contribui vantagem alguma para detectar dopagem, o promotor antidopagem do CONI Ettore Torri opinava que sim. Alessandro Ballan pediu ir à sede do CONI para aclarar o sucedido. Patxi Vila denunciou que os inspectores não ter-se-iam identificado, o qual não cumpria o regulamento, e os ciclistas receberam o apoio da Associação de Ciclistas Profissionais Italianos (ACCPI). Vila deu positivo por testosterona num controle antidopagem realizado pouco depois, a 3 de março.
Na primavera Damiano Cunego ganhou uma etapa da Volta ao País Basco, e dois dias após dito triunfo (ao dia seguinte de que terminasse a ronda basca) ganhou a Klasika Primavera, ao se impor ao sprint a Alejandro Valverde. Cunego completou a sua boa primeira parte da temporada ganhando a prestigiosa clássica Amstel Gold Race, a primeira das três clássicas das Ardenas.
Marzio Bruseghin foi 3º na classificação geral do Giro d'Italia, pelo que subiu ao pódio de Milão, numa rodada italiana na que também ganhou uma etapa. Cunego, pontal do Lampre, tinha renunciado a correr nesse ano o Giro para poder preparar melhor o Tour de France, ainda que obteve uns resultados discretos na prova francesa.
Na Volta a Espanha, Ballan ganhou a etapa com final no alto da Rabassa. Cunego, por sua vez, não pôde estar entre os favoritos da geral.
No Mundial disputado em Varese, Ballan proclamou-se Campeão do Mundo de ciclismo em Estrada, conquistando a medalha de ouro e o maillot arco-íris, vestindo as cores da selecção italiana; Cunego foi segundo, conseguindo assim um histórico doblete para Itália, e também para o Lampre, equipa no que militam ambos.
Damiano Cunego ganhou em outubro o Giro de Lombardia, a última das grandes carreiras da temporada ciclista, obtendo assim uma vitória mais para sua equipa e ganhando dita clássica por terceira vez. Cunego finalizou segundo na classificação do UCI Pro Tour desse ano.

### 2010: Problemas extra desportivos

#### Problemas económicos
Depois de problemas para especificar a sua licença UCI Pro Tour a começos do ano, por alguns assuntos nos avais da equipa, a UCI outorgou uma licença provisória até 31 de março de 2010, data em que revisar-se-ia a situação da equipa de novo, e tomar-se-ia uma decisão. Finalmente, a UCI concedeu à Lampre-Farnese a licença Pro Tour definitiva a 1 de abril de 2010.

#### Investigação por dopagem a alguns corredores
Depois de uma investigação aberta pela polícia italiana em março de 2010 contra a dopagem em Itália, registaram-se os domicílios de Alessandro Petacchi e Lorenzo Bernucci, encontrando-se "limpo" o do primeiro, e achando algumas substâncias no do segundo, que alegou que eram utilizados pela sua irmã. Bernucci foi afastado da equipa, enquanto continuava-se com a investigação. e encontravam alguns corredores da equipa atual, e outros que tinham deixado o Lampre neste ano, como Ballan ou Santambrogio, ambos na BMC Racing Team. Os dois corredores foram afastados da equipa inicialmente, à espera da investigação, mas devido à falta de provas, ambos corredores voltaram à atividade normal na sua equipa, ao igual que as suspeitas sobre os corredores atualmente no Lampre-Farnese parecem ir diluindo-se.

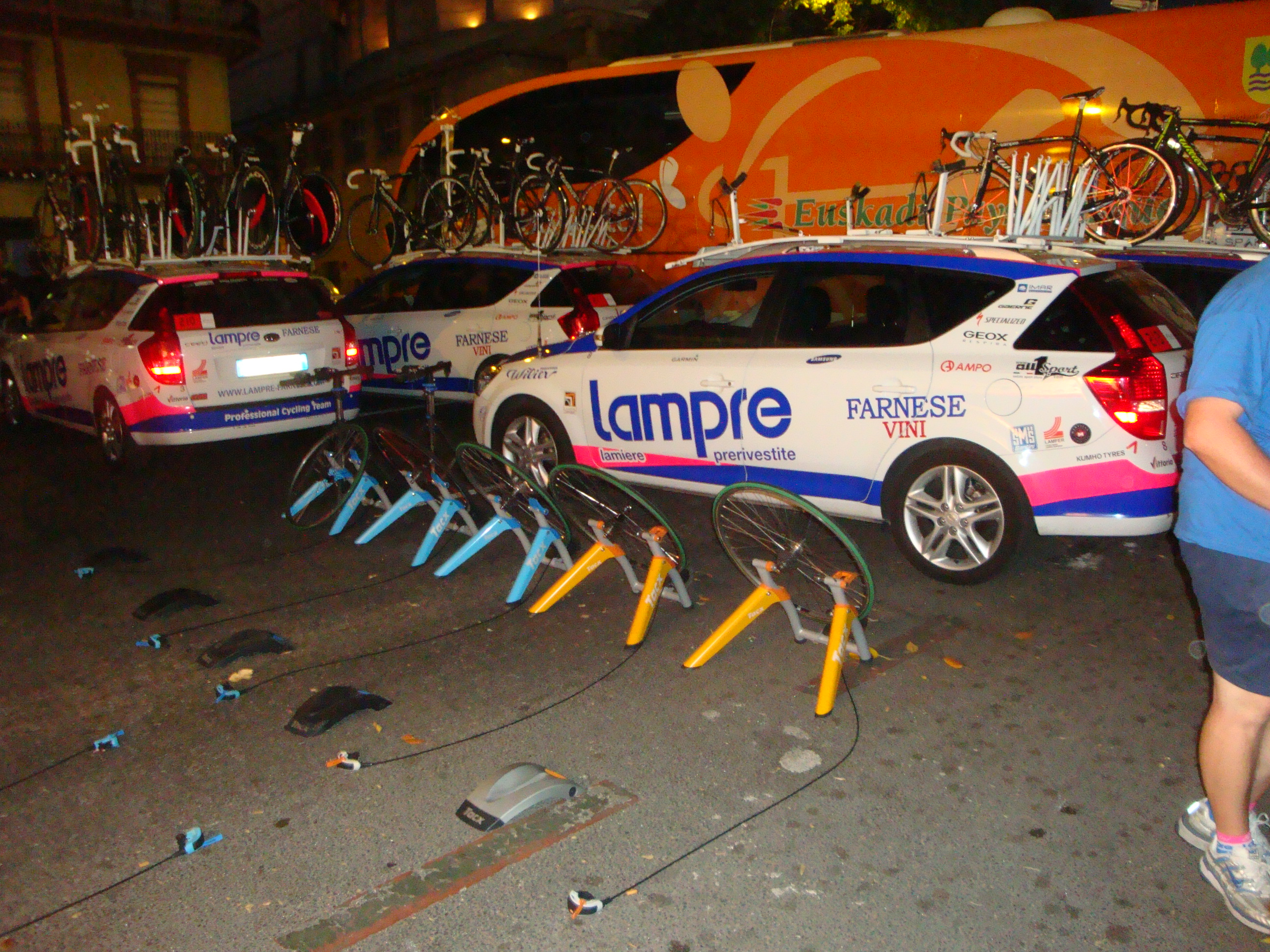
Veículos de serviço na Volta a Espanha de 2010

#### Vitórias no Tour, Volta e provas UCI Pro Tour
Lampre obteve vitórias de etapa tanto no Tour de France como na Volta a Espanha. Dois na rodada francesa, obtidas por Alessandro Petacchi além do maillot verde (classificação por pontos) e uma etapa na rodada espanhola conquistada por Petacchi também. Ademais Damiano Cunego assinou um segundo posto de etapa no Giro d'Italia e um terceiro posto de etapa no Tour.
Ademais, conseguiram vários triunfos em carreiras UCI Pro Tour, como uma etapa na Volta ao País Basco, obtida por Gavazzi, uma etapa e a classificação geral do Volta à Romandia, depois da desclassificação de Valverde conseguida pelo jovem Simon Špilak, em Dauphiné Libéré com Grega Bole, na Volta à Suíça com Petacchi, ou na Volta à Polónia com Lorenzetto.

### 2011
Nesse ano entrou como segundo patrocinador a empresa ucraniana ISD com o que entraram numerosos ciclistas desse país (ao igual que passou com a ISD-Neri). Ademais, um dos seus copatrocinadores, AMPO, que já "ajudou" para que se gerisse o contrato de Andrey Kashechkin a passada temporada, exigiu o contrato de Aitor Pérez Arrieta.

### 2012
Depois de um excelente papel no Giro d'Italia de 2011 por parte de Michele Scarponi, no que conseguiu ser 2º por trás de Alberto Contador e posteriormente depois da desclassificação deste, sendo declarado ganhador, a equipa iniciava 2012 com o objectivo de ganhar o Giro, depois de um bom papel de Alessandro Petacchi em Tour Down Under, onde fez 2º e 3º em várias etapas. Na Settimana Coppi e Bartali, a jovem pérola da equipa, Diego Ulissi fez um "doblete" ganhando a 3ª e a 4ª etapa, ademais Damiano Cunego ganhou a 2ª etapa do Giro del Trentino, e em maio, ia estrear-se Alessandro Petacchi, ganhando a 1ª e a 3ª etapa da Volta a Baviera.

### 2014
Os seus principais corredores em 2014 são, como no ano passado, Damiano Cunego ganhador de um Giro d'Italia, e os novos corredores para esta temporada, o campeão do mundo em estrada de 2013, o português Rui Costa e o norte-americano Chris Horner, ganhador da Volta a Espanha 2013.

### 2016
O patrocinador principal até ao ano de 2016 foi a empresa Lampre, dedicada à indústria do aço, que deu o nome à equipa desde a sua criação. Ao longo da história o nome completo da esquadra tem ido mudando em função dos copatrocinadores, sendo as últimas temporadas a empresa metalúrgica ucraniana ISD. Desde 2013 até 2016 o copatrocinador foi o fabricante de bicicletas Merida de Taiwan, chamando-se a equipa Lampre-Merida.

## Corredor melhor classificado nas Grandes Voltas
| Ano  | Giro d'Italia                 | Tour de France                | Volta a Espanha               |
| ---- | ----------------------------- | ----------------------------- | ----------------------------- |
| 1990 | 20.º Zenon Jaskuła            | -                             | -                             |
| 1991 | 16.º Gianluca Bortolami       | -                             | -                             |
| 1992 | 7.º Pável Tonkov              | -                             | -                             |
| 1993 | 5.º Pável Tonkov              | 73.º Gianluca Bortolami       | 46.º Zbigniew Spruch          |
| 1994 | 4.º Pável Tonkov              | 6.º Roberto Conti             | -                             |
| 1995 | 6.º Pável Tonkov              | 81.º Davide Perona            | -                             |
| 1996 | 1.º Pável Tonkov              | 36.º Oscar Camenzind          | -                             |
| 1997 | Não é uma equipa profissional | Não é uma equipa profissional | Não é uma equipa profissional |
| 1998 | Não é uma equipa profissional | Não é uma equipa profissional | Não é uma equipa profissional |
| 1999 | 11.º Oscar Camenzind          | 50.º Mariano Piccoli          | 22.º Massimo Codol            |
| 2000 | 3.º Gilberto Simoni           | -                             | 22.º Oscar Camenzind          |
| 2001 | 1.º Gilberto Simoni           | 52.º Marco Pinotti            | 36.º Gilberto Simoni          |
| 2002 | 4.º Juanma Gárate             | 3.º Raimondas Rumsas          | 31.º Simone Bertoletti        |
| 2003 | 6.º Raimondas Rumsas          | -                             | 52.º Patxi Vila               |
| 2004 | 7.º Wladimir Belli            | -                             | 23.º Juanma Gárate            |
| 2005 | 2.º Gilberto Simoni           | 13.º Eddy Mazzoleni           | 23.º Sylvester Szmyd          |
| 2006 | 4.º Damiano Cunego            | 11.º Damiano Cunego           | 14.º Sylvester Szmyd          |
| 2007 | 5.º Damiano Cunego            | 18.º Tadej Valjavec           | 25.º Sylvester Szmyd          |
| 2008 | 3.º Marzio Bruseghin          | 25.º Sylvester Szmyd          | 10.º Marzio Bruseghin         |
| 2009 | 7.º Marzio Bruseghin          | 51.º David Loosli             | 8.º Paolo Tiralongo           |
| 2010 | 11.º Damiano Cunego           | 27.º Damiano Cunego           | 16.º Andrey Kashechkin        |
| 2011 | 1.º Michele Scarponi          | 6.º Damiano Cunego            | 54.º Przemysław Niemiec       |
| 2012 | 4.º Michele Scarponi          | 24.º Michele Scarponi         | 15.º Przemysław Niemiec       |
| 2013 | 4.º Michele Scarponi          | 21.º José Serpa               | 15.º Michele Scarponi         |
| 2014 | 19.º Damiano Cunego           | 17.º Chris Horner             | 26.º Przemysław Niemiec       |
| 2015 | 40.º Przemysław Niemiec       | 30.º Rubén Plaza              | 21.º Nelson Oliveira          |
| 2016 | 21.º Diego Ulissi             | 8.º Louis Meintjes            | 40.º Louis Meintjes           |
| 2017 | 11.º Jan Polanc               | 8.º Louis Meintjes            | 12.º Louis Meintjes           |
| 2018 | 24.º Valerio Conti            | 8.º Daniel Martin             | 23.º Fabio Aru                |
| 2019 | 14.º Jan Polanc               | 14.º Fabio Aru                | 3.º Tadej Pogačar             |

## Material ciclista
A equipa utiliza bicicletas Colnago.

## Sede
A sede da equipa encontra-se em Usmate Velate (Província de Monza e Brianza, Itália).

## Classificações UCI
A União Ciclista Internacional elaborava o Ranking UCI de classificação dos ciclistas e equipas profissionais.
Até ao ano de 1996, a data de sua extinção temporária, a classificação da equipa e de seu ciclista mais destacado foi a seguinte:
| Ano  | Classificação por equipas | Melhor corredor na classificação individual | Posição |
| 1990 | ??                        | ??                                          | ??      |
| 1991 | ??                        | ??                                          | ??      |
| 1992 | ??                        | ??                                          | ??      |
| 1993 | ??                        | ??                                          | ??      |
| 1994 | ??                        | ??                                          | ??      |
| 1995 | 7º                        | Maurizio Fondriest                          | 13º     |
| 1996 | 9º                        | Pavel Tonkov                                | 24º     |

A partir de 1999, data na que a equipa reapareceu, e até 2004 a UCI estabeleceu uma classificação por equipas divididas em três categorias (primeira, segunda e terceira). A classificação da equipa foi a seguinte:
| Ano  | Categoria | Classificação por equipas | Melhor corredor na classificação individual | Posição |
| 1999 | Primeira  | 17º                       | Oscar Camenzind                             | 13º     |
| 2000 | Primeira  | 4º                        | Gilberto Simoni                             | 12º     |
| 2001 | Primeira  | 17º                       | Gilberto Simoni                             | 5º      |
| 2002 | Primeira  | 18º                       | Raimondas Rumsas                            | 40º     |
| 2003 | Primeira  | 18º                       | Francesco Casagrande                        | 13º     |
| 2004 | Primeira  | 19º                       | Igor Astarloa                               | 62º     |

A partir de 2005 a UCI instaurou o circuito profissional de máxima categoria, o UCI Pro Tour, onde a equipa está desde que se criou dita categoria. As classificações da equipa são as seguintes:
| Ano  | Classificação por equipas | Melhor corredor na classificação individual | Posição |
| 2005 | 16º                       | Gilberto Simoni                             | 12º     |
| 2006 | 5º                        | Alessandro Ballan                           | 6º      |
| 2007 | 10º                       | Damiano Cunego                              | 8º      |
| 2008 | 17º                       | Damiano Cunego                              | 2º      |

Depois de discrepâncias entre a UCI e as Grandes Voltas, em 2009 teve-se que refundar o UCI Pro Tour numa nova estrutura chamada UCI World Ranking, formada por carreiras do UCI World Calendar; e a partir do ano 2011 unindo na denominação comum do UCI World Tour. A equipa seguiu sendo de categoria UCI Pro Tour.
| Ano  | Classificação por equipas | Melhor corredor na classificação individual | Posição |
| 2009 | 13º                       | Damiano Cunego                              | 12º     |
| 2010 | 14º                       | Alessandro Petacchi                         | 24º     |
| 2011 | 7º                        | Michele Scarponi                            | 5º      |
| 2012 | 14º                       | Damiano Cunego                              | 21º     |
| 2013 | 14º                       | Michele Scarponi                            | 16º     |
| 2014 | 14º                       | Rui Costa                                   | 4º      |
| 2015 | 12º                       | Rui Costa                                   | 9º      |
| 2016 | 15º                       | Rui Costa                                   | 19º     |
| 2017 | 12º                       | Diego Ulissi                                | 16º     |
| 2018 | 12º                       | Alexander Kristoff                          | 27º     |
| 2019 | 4º                        | Alexander Kristoff                          | 8º      |

## Palmarés
Para anos anteriores, veja-se Palmarés da UAE Team Emirates

### Palmarés 2022

#### UCI WorldTour
| Datas           | Corridas                       | Vencedor        |
| 23 de fevereiro | 4.ª etapa do UAE Tour          | Tadej Pogačar   |
| 26 de fevereiro | 7.ª etapa do UAE Tour          | Tadej Pogačar   |
| 26 de fevereiro | UAE Tour                       | Tadej Pogačar   |
| 5 de março      | Strade Bianche                 | Tadej Pogačar   |
| 10 de março     | 5.ª etapa da Paris-Nice        | Brandon McNulty |
| 10 de março     | 4.ª etapa da Tirreno-Adriático | Tadej Pogačar   |
| 12 de março     | 6.ª etapa da Tirreno-Adriático | Tadej Pogačar   |
| 13 de março     | Tirreno-Adriático              | Tadej Pogačar   |
| 24 de março     | 4.ª etapa da Volta à Catalunha | João Almeida    |
| 28 de maio      | 20.ª etapa do Giro d'Italia    | Alessandro Covi |

#### UCI ProSeries
| Datas           | Corridas                               | Vencedor              |
| 10 de fevereiro | 1.ª etapa do Tour de Omã               | Fernando Gaviria      |
| 15 de fevereiro | 6.ª etapa do Tour de Omã               | Fernando Gaviria      |
| 17 de fevereiro | 2.ª etapa da Volta à Andaluzia         | Alessandro Covi       |
| 26 de fevereiro | Faun-Ardèche Classic                   | Brandon McNulty       |
| 2 de março      | Troféu Laigueglia                      | Jan Polanc            |
| 18 de março     | Bredene Koksijde Classic               | Pascal Ackermann      |
| 27 de março     | GP Industria & Artigianato di Larciano | Diego Ulissi          |
| 29 de maio      | 4.ª etapa da Boucles de la Mayenne     | Juan Sebastián Molano |

#### Circuitos Continentais da UCI
| Datas           | Circuito                | Corridas           | Vencedor        |
| 26 de janeiro   | UCI Europe Tour de 2022 | Troféu Calvià      | Brandon McNulty |
| 12 de fevereiro | UCI Europe Tour de 2022 | Volta a Múrcia     | Alessandro Covi |
| 1 de março      | UCI Europe Tour de 2022 | Le Samyn           | Matteo Trentin  |
| 20 de março     | UCI Europe Tour de 2022 | Per sempre Alfredo | Marc Hirschi    |

#### Campeonatos nacionais
| Datas       | Corridas                                                   | Vencedor                 |
| 5 de março  | Campeonato dos Emirados Árabes Unidos Contrarrelógio (CRI) | Yousef Mirza Bani Hammad |
| 12 de março | Campeonato dos Emirados Árabes Unidos em Estrada           | Yousef Mirza Bani Hammad |

## Plantel
Para anos anteriores, ver Elencos da UAE Team Emirates

### Elenco de 2022
| Corredor                 | Nascimento | Nacionalidade          | Equipa de 2021                |
| Pascal Ackermann         | 17/01/1994 | Alemanha               | Bora-Hansgrohe                |
| João Almeida             | 05/08/1998 | Portugal               | Deceuninck-Quick Step         |
| Andrés Camilo Ardila     | 02/06/1999 | Colômbia               | UAE Team Emirates             |
| Juan Ayuso               | 16/09/2002 | Espanha                | UAE Team Emirates             |
| George Bennett           | 07/04/1990 | Nova Zelândia          | Team Jumbo-Visma              |
| Mikkel Bjerg             | 03/11/1998 | Dinamarca              | UAE Team Emirates             |
| Alexys Brunel            | 10/10/1998 | França                 | Groupama-FDJ                  |
| Rui Costa                | 05/10/1986 | Portugal               | UAE Team Emirates             |
| Alessandro Covi          | 29/09/1998 | Itália                 | UAE Team Emirates             |
| Finn Fisher-Black        | 21/12/2001 | Nova Zelândia          | UAE Team Emirates             |
| Davide Formolo           | 25/10/1992 | Itália                 | UAE Team Emirates             |
| Fernando Gaviria         | 19/08/1994 | Colômbia               | UAE Team Emirates             |
| Ryan Gibbons             | 13/08/1994 | África do Sul          | UAE Team Emirates             |
| Felix Groß               | 04/09/1998 | Alemanha               | UAE Team Emirates (stagiaire) |
| Marc Hirschi             | 24/08/1998 | Suíça                  | UAE Team Emirates             |
| Álvaro Hodeg             | 16/09/1996 | Colômbia               | Deceuninck-Quick Step         |
| Vegard Stake Laengen     | 07/02/1989 | Noruega                | UAE Team Emirates             |
| Rafał Majka              | 12/09/1989 | Polónia                | UAE Team Emirates             |
| Brandon McNulty          | 02/04/1998 | Estados Unidos         | UAE Team Emirates             |
| Yousef Mirza Bani Hammad | 08/10/1988 | Emirados Árabes Unidos | UAE Team Emirates             |
| Juan Sebastián Molano    | 04/11/1994 | Colômbia               | UAE Team Emirates             |
| Ivo Oliveira             | 05/09/1996 | Portugal               | UAE Team Emirates             |
| Rui Oliveira             | 05/09/1996 | Portugal               | UAE Team Emirates             |
| Tadej Pogačar            | 21/09/1998 | Eslovênia              | UAE Team Emirates             |
| Jan Polanc               | 06/05/1992 | Eslovênia              | UAE Team Emirates             |
| Maximiliano Richeze      | 07/03/1983 | Argentina              | UAE Team Emirates             |
| Marc Soler               | 22/11/1993 | Espanha                | Movistar Team                 |
| Joel Suter               | 25/10/1998 | Suíça                  | Bingoal Pauwels Sauces WB     |
| Matteo Trentin           | 02/08/1989 | Itália                 | UAE Team Emirates             |
| Oliviero Troia           | 01/09/1994 | Itália                 | UAE Team Emirates             |
| Diego Ulissi             | 15/07/1989 | Itália                 | UAE Team Emirates             |